# Caledonia (villa)
Caledonia es una villa ubicada en el condado de Livingston en el estado estadounidense de Nueva York. En el año 2000 tenía una población de 2,327 habitantes y una densidad poblacional de 2,327 personas por km².

## Geografía
Caledonia se encuentra ubicada en las coordenadas 42°58′25″N 77°51′16″O / 42.97361, -77.85444.

## Demografía
Según la Oficina del Censo en 2000 los ingresos medios por hogar en la localidad eran de $44,309, y los ingresos medios por familia eran $50,526. Los hombres tenían unos ingresos medios de $38,587 frente a los $27,917 para las mujeres. La renta per cápita para la localidad era de $19,753. Alrededor del 5.2% de la población estaban por debajo del umbral de pobreza.